# إيلي بن دهان
إيلي بن دهان (بالعبرية: אלי בן דהן) مواليد 11 فبراير 1954، الدار البيضاء) حاخام وسياسي إسرائيلي، شغل منصب عضو في الكنيست عن كتلة البيت اليهودي ونائباً لوزير الشؤون الدينية سابقاً، ونائباً لوزير الأمن حالياً. توصف آرائه ومواقفه السياسية بالعنصرية وبالدينية المتشددة. وشغل منصب نائب لوزير الدفاع الإسرائيلي وفوض المسؤولية الكاملة والحصرية عن كل ما يتعلق بـالإدارة المدنية في الضفة الغربية في تشكيلة الحكومة الإسرائيلية الرابعة والثلاثين.

## مسيرته
هو الابن الأكبر بين خمسة من اخوته، ولد بن الدهان في الدار البيضاء بالمغرب، وهاجر إلى إسرائيل سنة 1956 وعمره سنتين، واستقرت عائلته في بئر السبع. درس في المدارس الدينية اليهودية «نتيف مئير» و«مركاز هاراف». خلال الخدمة الوطنية له في الجيش الإسرائيلي أصبح رائد في سلاح المدفعية. ومن أجل الحصول على شهادة التدريس، حصل على درجة البكالوريوس في إدارة الأعمال من مدرسة تورو، والماجستير في الإدارة العامة من الجامعة العبرية في القدس. يتقن اللغة الإنجليزية والإسبانية والفرنسية.
سنة 1978 كان ابن الدهان بين مؤسسي مستوطنة هاسبين في مرتفعات الجولان. وفي عام 1983 انتقل إلى مستوطنة بيت ايل في الضفة الغربية بعد أن طلب منه مردخاي إلياهو إدارة مكتبه. وأصبح المدير العام لنظام المحكمة الحاخامية في عام 1989، واستمر في المنصب لمدة 21 عاما. خلال فترة توليه منصب مدير المحاكم الحاخامية، سن تشريعات تعاقب الأزواج الذين يرفضون تقديم وثيقة الطلاق لزوجاتهم، مبسطا عملية الطلاق، وشجع على إدخال محامين للنساء في المحاكم الحاخامية.